# Blepharodon gomphocarpoides
Blepharodon gomphocarpoides là một loài thực vật có hoa trong họ La bố ma. Loài này được (Benth. & Hook.f.) K.Schum. mô tả khoa học đầu tiên năm 1895.